# 1911 Schubart
1911 Schubart este un asteroid din centura principală, descoperit pe 25 octombrie 1973 de Paul Wild.